# Iván Perujo
Iván Perujo (El Astillero, 19??) es un exluchador español de artes marciales y entrenador personal de celebridades, así como empresario de centros de entrenamiento en España.

Vale tudo, jiu jitsu y kung fu son disciplinas en las que ha obtenido éxitos además de ser introductor de las mismas en su región natal, Cantabria.
Por otra parte también ha realizado la película The Mix y colabora con publicaciones especializadas nacionales e internacionales. 